# Rouen Huskies
I Rouen Huskies sono una squadra di baseball francese con sede presso l'omonima città di Rouen.

## Storia
Il club è nato nel marzo 1986 per mano dei fondatori Pierre Yves Rolland (a cui è intitolato lo stadio attuale), Marcel Brihiez, Charles Michel Do Marcolino e Xavier Roland, con quest'ultimo che ricoprì la carica di primo presidente.
La prima parentesi del Rouen nel campionato di Élite (massima serie francese ovvero l'attuale Division 1) fu nel triennio 1991-1993.
La squadra ha costruito le sue fortune principalmente a partire dagli anni 2000. Nel 2001 il Rouen tornò a disputare l'Élite, mentre due anni più tardi arrivò il primo titolo nazionale della sua storia. Fu il primo di una lunga serie di successi, poiché la squadra ha dominato la scena dal 2003 al 2019 vincendo 15 campionati in 17 anni, ad eccezione del titolo 2004, che andò ai Lions de Savigny, e del 2014, quando ebbero la meglio i Templiers de Sénart.
Grazie a questi successi, i biancoblù hanno partecipato a numerose edizioni della European Cup: in questo torneo nel 2007 arrivarono in finale (turno mai raggiunto da una squadra francese) ma vennero sconfitti dagli olandesi del Kinheim. Nel 2016 vinsero la Coppa CEB, seconda competizione europea per importanza.
Nella stagione 2021, in Coppa Campioni il Rouen ha perso tutte le partite per manifesta superiorità, facendo così perdere alla Francia il posto in tale competizione. In finale di Challenge de France è stato sconfitto dai Barracudas de Montpellier, ma nella serie della finale di campionato ha avuto la meglio su Sénart per 3-2, laureandosi campione per la sesta volta consecutiva. Il 2022, tra campionato, coppa nazionale e Coppa CEB, gli Huskies hanno messo a segno una storica tripletta.
Il 2023 è un anno quasi altrettanto importante, ma in senso negativo per la formazione di Rouen: infatti per la prima volta dopo 21 anni non è riuscita a qualificarsi per i playoff, venendo scavalcata nel gruppo A, per classifica avulsa, dai Cougars de Montigny e dallo Stade Toulousain. In precedenza, nella stessa stagione, ha perso la finale di Challenge dai Cougars e ha rimediato l'ultimo posto in Coppa Campioni, facendo perdere la partecipazione alla Francia.

## Palmarès
- Campionati francesi: 17

2003, 2005, 2006, 2007, 2008, 2009, 2010, 2011, 2012, 2013, 2015, 2016, 2017, 2018, 2019, 2021, 2022
- Challenge de France: 10

2002, 2007, 2009, 2011, 2012, 2013, 2015, 2016, 2018, 2022
- Coppa CEB: 2

2016, 2022